# Elecciones generales de Malta de febrero de 1904
El 24 de febrero de 1904 se celebraron en Malta elecciones generales. Tras las elecciones todos los diputados dimitieron, convocándose elecciones anticipadas en abril.

## Antecedentes
Las elecciones se realizaron bajo la constitución de Chamberlain.

## Sistema electoral
Los 8 miembros del consejo fueron elegidos por circunscripciones uninomiales.
| Circunsctipción        | Localidades                                                                                    |
| ---------------------- | ---------------------------------------------------------------------------------------------- |
| I                      | La Valeta este                                                                                 |
| II                     | La Valeta oeste, Msida, Sliema, San Julián                                                     |
| III                    | Floriana, Pietà, Ħamrun, Qormi, Żebbuġ                                                         |
| IV                     | Bormla, Birgu, Kalkara, Żabbar, Marsaskala                                                     |
| V                      | Senglea, New Village, Luqa, Gudja, Għaxaq, Żejtun, Marsaxlokk, Saint George's Bay y Birżebbuġa |
| VI                     | Birkirkara, Balzan, Lija, Attard, Għargħur, Naxxar, Mosta, Mellieħa                            |
| VII                    | Mdina, Rabat, Siġġiewi, Dingli, Qrendi, Mqabba, Żurrieq, Bubaqra, Safi, Kirkop                 |
| VIII                   | Gozo y Comino                                                                                  |
| Fuente: Schiavone, p17 |                                                                                                |

## Resultados
7.991 personas tenían derecho a voto, de las que ninguna votó, al no haber oposición.
| Miembros generales electos | Miembros generales electos | Miembros generales electos | Miembros generales electos |
| Circunscripción            | Nombre                     | Votos                      | Notas                      |
| -------------------------- | -------------------------- | -------------------------- | -------------------------- |
| I                          | Andrè Pullicino            | –                          | Reelegido                  |
| II                         | Paolo Sammut               | –                          | Reelegido                  |
| III                        | Cikku Azzopardi            | –                          | Reelegido                  |
| IV                         | Beniamino Bonnici          | –                          | Reelegido                  |
| V                          | Salvatore Cachia Zammit    | –                          | Reelegido                  |
| VI                         | Fransesco Wettinger        | –                          | Reelegido                  |
| VII                        | Alfred Micallef            | –                          | Reelegido                  |
| VIII                       | Fortunato Mizzi            | –                          | Reelegido                  |
| Fuente: Schiavone, p180    |                            |                            |                            |